# Fahrradpolizei

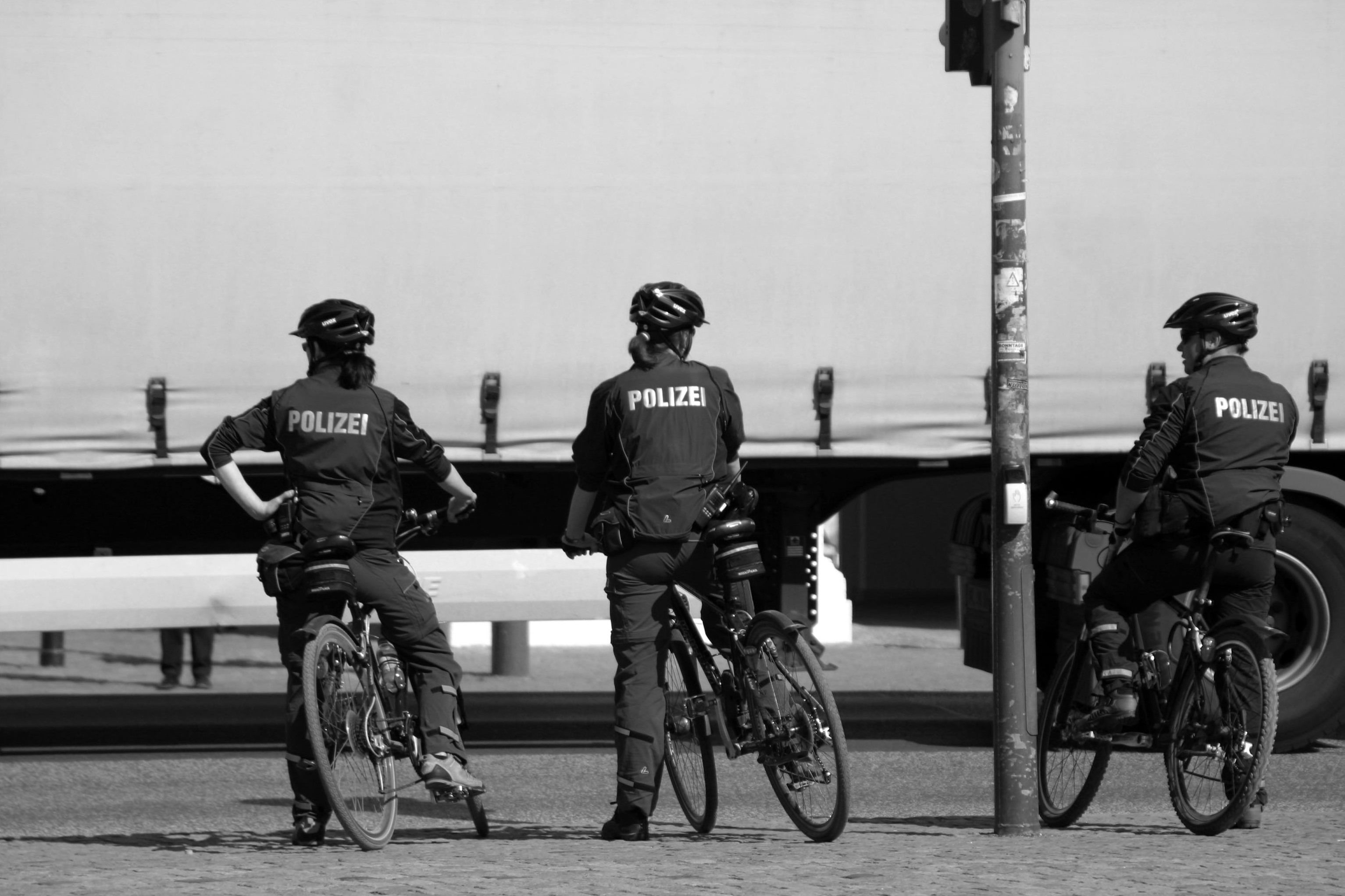
Fahrradpolizisten in Potsdam

Die Fahrradpolizei ist ein Teil der Polizei, der Fahrräder als Einsatzmittel nutzt.

## Aufgaben und Einsatzmöglichkeiten
Grundsätzlich sind Polizisten auf Fahrrädern reguläre Einsatzkräfte und verfolgen die gleichen Aufgaben, wie ihre motorisierten Kollegen. Das Hauptaugenmerk ihrer Arbeit liegt zum einen in der Kontrolle anderer Fahrradfahrer und Fußgänger und der Ahndung von deren Verstößen gegen die Straßenverkehrsordnung. Zum anderen gehen sie gegen andere Verkehrsteilnehmer vor, die den (Fahrrad-)Verkehr behindern. Sie können in Gegenden auf Streife gehen, die für Streifenwagen nur schwer zugänglich sind, wie Innenstadtbereiche mit engen Gassen oder öffentlichen Parks.

## Einsatz in Deutschland
In Deutschland wird eine Fahrradpolizei vor allem in Großstädten eingesetzt. Sie ist dort zumeist in Fahrradstaffeln organisiert, die von den örtlichen Polizeibehörden aufgestellt werden. Im Jahre 2012 waren alleine im Bundesland NRW 700 Fahrradpolizisten im Einsatz.

## Erscheinungsbild

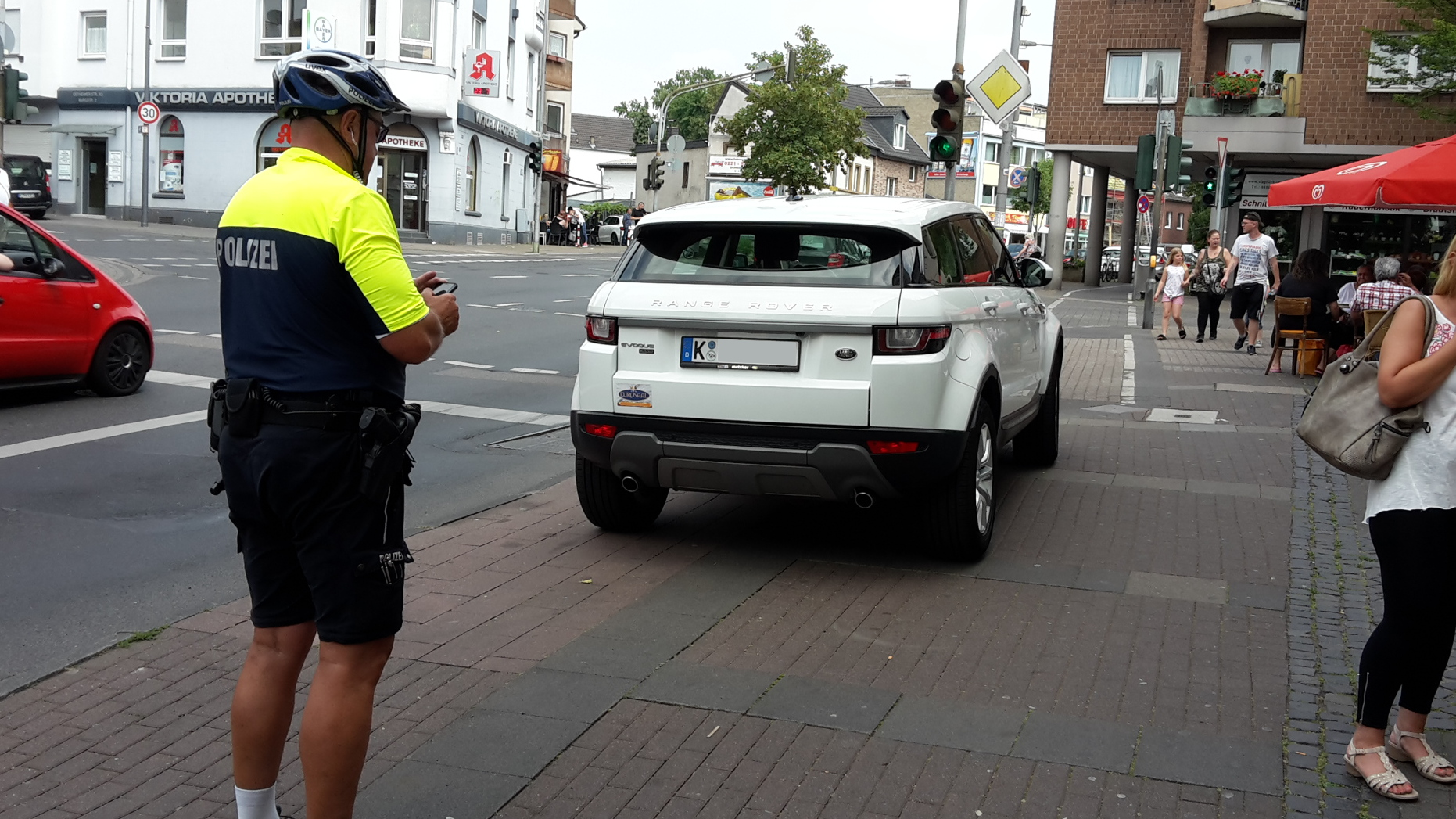
Ein Kölner Fahrradpolizist ahndet einen auf dem Geh- und Radweg abgestellten PKW

Die Beamten der Fahrradpolizei sind, wie alle Angehörige der Schutzpolizei, uniformiert. Ihre Uniformen sind aber dem Radfahren angepasst und mit Reflektoren ausgestattet, damit die Polizisten im Straßenverkehr besser wahrgenommen werden. Zudem ist das Tragen von Protektoren und Fahrradhelm Pflicht. An warmen Tagen fahren sie auch in kurzen Shirts und mit Radlerhosen auf Streife. Ihre Ausstattung hängt von verschiedenen Bedingungen wie Wetter und Einsatzauftrag ab und umfasst in der Regel Waffe und Einsatzstock, kann aber auch z. B. durch ein Lasermessgerät ergänzt werden.